# Fussballclub Gossau 2007-2008
Questa voce raccoglie le informazioni riguardanti il Fussballclub Gossau nelle competizioni ufficiali della stagione 2007-2008.

## Rosa
Aggiornata al 17 aprile 2008.
| N. |                       | Ruolo | Calciatore     |
| -- | --------------------- | ----- | -------------- |
| 1  | Svizzera (bandiera)   | P     | Tobias Sutter  |
| 2  | Svizzera (bandiera)   | D     | Diego Büchel   |
| 3  | Svizzera (bandiera)   | D     | Philip Züger   |
| 4  | Svizzera (bandiera)   | C     | Christian Böhi |
| 5  | Svizzera (bandiera)   | C     | Nehim Jakupi   |
| 7  | Montenegro (bandiera) | A     | Anes Zverotić  |
| 8  | Svizzera (bandiera)   | C     | Marcel Zaugg   |
| 9  | Kosovo (bandiera)     | D     | Ifraim Alija   |
| 10 | Svizzera (bandiera)   | C     | Thomas Knöpfel |
| 11 | Svizzera (bandiera)   | A     | Safet Etemi    |
| 12 | Croazia (bandiera)    | C     | Mato Bajusić   |
| 13 | Italia (bandiera)     | C     | Mario Bigoni   |

| N. |                      | Ruolo | Calciatore                   |
| -- | -------------------- | ----- | ---------------------------- |
| 14 | Svizzera (bandiera)  | A     | Roger Gmünder                |
| 15 | Svizzera (bandiera)  | D     | Ralph Bühler                 |
| 16 | Brasile (bandiera)   | C     | Valmir Pontes Arantes        |
| 17 | Svizzera (bandiera)  | D     | Marc Lütolf                  |
| 18 | Svizzera (bandiera)  | P     | Darko Damjanović             |
| 19 | Kosovo (bandiera)    | C     | Begat Bushati                |
| 20 | Kosovo (bandiera)    | A     | Zahir Idrizi                 |
| 21 | Brasile (bandiera)   | D     | Alexandre Edilson de Freitas |
| 23 | Italia (bandiera)    | C     | Francesco Di Frisco          |
| 24 | Camerun (bandiera)   | D     | Jean-Pierre Tcheutchoua      |
| 25 | Argentina (bandiera) | C     | Jorge Ariel Fernandez        |